# Ctenognathichthys
Ctenognathichthys es un género extinto de peces actinopterigios prehistóricos. Fue descrito por Bürgin en 1992.

## Descripción
Era un pez pequeño que medía 21 cm (8.3 pulgadas) de longitud total. Tenía dientes prensiles largos en sus mandíbulas superior e inferior.

## Ubicación geográfica
Vivió en Italia, Eslovenia, España y Suiza.